# Henry Herbert, 1. Earl of Carnarvon

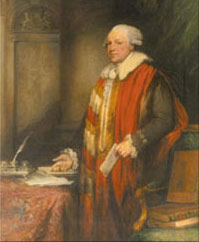
Henry Herbert, 1. Earl of Carnarvon

Henry Herbert, 1. Earl of Carnarvon PC (* 20. August 1741; † 3. Juni 1811 in London) war ein britischer Whig-Politiker, der von 1768 bis 1780 im House of Commons saß, bevor zum Peer erhoben wurde. Er diente von 1806 bis 1807 als Master of the Horse in der Regierung aller Talente unter der Führung von Lord Grenville.

## Leben
Herbert war der Sohn von Major-General Hon. William Herbert, dem fünften Sohn von Thomas Herbert, 8. Earl of Pembroke. Seine Mutter war Catherine Elizabeth Tewes. Er besuchte von 1753 bis 1759 das Eton College und studierte ab 1760 am Christ Church College der Universität Oxford, ab 1762 an der Universität Edinburgh und schließlich am Magdalene College der Universität Cambridge. 1769 er von seinem kinderlosen Onkel, dem Unterhausabgeordneten Hon. Robert Sawyer Herbert, das Anwesen Highclere Castle.
Herbert saß von 1768 bis 1780 als einer von zwei Abgeordneten für Wilton im britischen House of Commons. Am 17. Oktober 1780 wurde er als Baron Porchester, of Highclere in the County of Southampton, erhoben. Er wurde dadurch Mitglied des House of Lords und schied aus dem House of Commons aus. Am 3. Juli 1793 wurde ihm auch der Titel Earl of the Town and County of Carnarvon, in the Principality of Wales, verliehen. Er hatte das Amt des Regimentschefs der Miliz von Wiltshire inne und erreichte 1794 den Brevet-Rang eines Colonels der British Army.
Später diente er von 1806 bis 1807 als Master of the Horse für König Georg III. in der Regierung aller Talente unter der Leitung von Lord Grenville und wurde 1806 ins Privy Council aufgenommen.
Carnarvon verstarb im Juni 1811 im Alter von 69 Jahren.

## Ehe und Nachkommen
Am 15. Juli 1771 heiratete er Lady Elizabeth Alicia Maria Wyndham († 1826), eine Tochter von Charles Wyndham, 2. Earl of Egremont. Sie hatten fünf Söhne und eine Tochter:
- Henry George Herbert, 2. Earl of Carnarvon (1772–1833), der älteste Sohn und Erbe.
- Hon. Charles Herbert (1774–1808), Captain der Royal Navy;
- Very Rev. Hon. William Herbert (1778–1847), anglikanischer Dekan von Manchester;
- Lady Frances Herbert (um 1782–1830), ⚭ Thomas Reynolds-Moreton, 1. Earl of Ducie;
- Rev. Hon. George Herbert (1789–1825), anglikanischer Vikar von Tibenham, Norfolk;
- Hon. Algernon Herbert (1792–1855), Barrister und Antiquar.